# Raphidia peterressli
Raphidia peterressli är en halssländeart som beskrevs av H. Aspöck och U. Aspöck 1973. Raphidia peterressli ingår i släktet Raphidia och familjen ormhalssländor. Inga underarter finns listade i Catalogue of Life.